# Институт военной физики (Швеция)
Институт военной физики (швед. Militärfysiska institutet, MFI) — шведское научно-исследовательское учреждение, существовавшее с 1941 по 1945 год. В 1945 году был включён в состав Национального института оборонных исследований Швеции.

## История
Инициатива создания Института военной физики возникла в 1939 году, когда руководители ведущих физических учреждений Швеции объединились с целью более эффективного использования достижений физической науки в интересах обороны страны. Институт был основан в 1940 году Шведским национальным комитетом по физике (Svenska nationalkommittén för fysik), а в следующем году на его деятельность было запрошено государственное финансирование. Исследования в Институте военной физики были сосредоточены на разработке новых оборонительных вооружений. В частности, изучались возможности военного применения инфракрасного излучения и проблемы кумулятивного заряда. Для нужд института в районе Сёдертёрна, неподалёку от озера Гриндсьён, Олоф Аррениус предоставил участок земли, на котором была построена испытательная станция. 1 июля 1945 года Институт военной физики был включён в состав второго отдела вновь образованного Национального института оборонных исследований Швеции.

## Руководители
- 1945 — Карл Густав Йеннергрен (Carl Gustav Jennergren)[5]